# 小行星15014
小行星15014（15014 Annagekker）是一颗绕太阳运转的小行星，为主小行星带小行星。该小行星于1998年9月14日发现。

## 轨道参数
小行星15014的轨道半长轴为2.2183478 UA，离心率为0.114。